# Team Liman (2016)
Team Liman is een Servische 3×3-basketbalploeg die de wijk Liman uit Novi Sad vertegenwoordigt op internationale wedstrijden.

## Geschiedenis
In 2014 nam een eerste team deel onder de naam Team Liman en speelde enkel in de WT Praag waar ze negende eindigde. Na een jaar afwezigheid in 2015 was er in 2016 opnieuw een ploeg met Marko Brankovic, Stefan Kojic, Aleksandar Ratkov en Stefan Stojacic. Ze namen enkel deel aan de WT Lausanne waar ze vierde werden en 60 punten verdienden. Ze eindigde in het algemene klassement als 17e. In 2017 maakte de ploeg een sprong naar voor en vervoegde Mihailo Vasic de ploeg. Ze wonnen twee World Tour wedstrijden die van Debrecen en Mexico-Stad. Ze verzamelden 320 punten waarmee ze zesde werden in het algemene klassement en zich plaatsten voor de finale. In de finaleronde deden ze een plaats beter en eindigde het seizoen als vijfde.
In 2018 verliet Marko Brankovic de ploeg en werd vervangen door Maksim Kovačević. Ze domineerden een seizoen lang en wonnen drie World Tour wedstrijden die van Utsunomiya, Chengdu en Penang. Ze eindigde als eerste in het algemene klassement maar het liep mis in de finaleronde waar ze slechts vijfde werden. In 2019 wonnen ze enkel de WT Debrecen maar werden door de vele ereplaatsen toch eerste in het algemene klassement voor een tweede jaar op rij. In de finale liep het echter opnieuw mis en werden ze maar zevende. In het door corona verkorte seizoen 2020 werden ze na twee World Tour zeges tweede in het algemene klassement. In de finale ronde verloren ze uiteindelijk pas in de finale. Na het seizoen verlieten Maksim Kovačević en Milan Kovačević de ploeg, ze werden vervangen door een aantal nieuwkomers. Het seizoen 2021 verliep minder vlot ze konden geen WT overwinning meer halen en werden pas derde in de stand. Ze speelde echter beter in de finale en veroverden hun eerste eindzege van de World Tour. Na het seizoen verliet Stefan Stojacic die al sinds 2016 meespeelde de ploeg voor Team Vienna, zijn plaats werd opgevuld door Miroslav Pašajlić. Team Liman kende een goed seizoen zonder zijn vertrokken sterkhouder en won de WT Utrecht. Ze eindigde als tweede in de algemene stand maar zakten tijdens de finaleronde volledig in en werden pas 12e en laatste.
In 2023 speelde er ook een aantal Chinese spelers voor de ploeg maar deed beduidend minder goed dan eerdere seizoenen. De ploeg won nog wel de WT Chengdu maar eindigde in de finale als tiende. De Chinese spelers verlieten de ploeg na het seizoen terwijl een aantal nieuwkomers bij de ploeg kwamen. Enkel Stefan Kojic en Mihailo Vasic bleven nog over van de ploeg van 2023. De ploeg kende meer succes in het seizoen 2024 en won drie challengers in het eerste deel van het seizoen. Ze eindige het seizoen als vierde nadat ze twee keer in de finale van een World Tour wedstrijd hadden verloren maar gingen in de finaleronde in Hongkong opnieuw ten onder en werden pas tiende.

## Spelers
- 2016: Marko Brankovic, Stefan Kojic, Aleksandar Ratkov, Stefan Stojacic[1]
- 2017: Marko Brankovic, Stefan Kojic, Aleksandar Ratkov, Stefan Stojacic, Mihailo Vasic[2]
- 2018: Stefan Kojic, Maksim Kovačević, Aleksandar Ratkov, Stefan Stojacic, Mihailo Vasic[3]
- 2019: Stefan Kojic, Maksim Kovačević, Aleksandar Ratkov, Stefan Stojacic, Mihailo Vasic, Peng Yan[4]
- 2020: Stefan Kojic, Maksim Kovačević, Milan Kovačević, Aleksandar Ratkov, Stefan Stojacic, Mihailo Vasic[5]
- 2021: Jovan Antic, Nebojsa Kilijan, Stefan Kojic, Aleksandar Ratkov, Stefan Stojacic, Mihailo Vasic[6]
- 2022: Nebojsa Kilijan, Stefan Kojic, Miroslav Pašajlić, Aleksandar Ratkov, Mihailo Vasic[7]
- 2023: Andrew Kelly, Nebojsa Kilijan, Stefan Kojic, Shengdong Li, Haotong Qi, Mihailo Vasic, Ning Zhang[8]
- 2024: Stefan Kojic, Andreja Milutinovic, Dušan Popović, Marko Stevanovic, Aleksa Stojanovic, Mihailo Vasic[9]

## World Tour Resultaten
| Jaar | Punten | Positie | Finale | Overwinningen               |
| ---- | ------ | ------- | ------ | --------------------------- |
| 2016 | 60     | 17e     | –      |                             |
| 2017 | 320    | 6e      | 5e     | Debrecen, Mexico-Stad       |
| 2018 | 650    | Goud    | 5e     | Utsunomiya, Chengdu, Penang |
| 2019 | 755    | Goud    | 7e     | Debrecen                    |
| 2020 | 320    | Zilver  | Zilver | Debrecen, Europe            |
| 2021 | 360    | Brons   | Goud   |                             |
| 2022 | 475    | Zilver  | 12e    | Utrecht                     |
| 2023 | 504    | 5e      | 10e    | Chengdu                     |
| 2024 | 605    | 4e      | 10e    |                             |